# وینسید (نبراسکا)
وینسید(به انگلیسی: Winside) شهری در ایالت نبراسکا کشور ایالات متحده آمریکا است که جمعیت آن در سرشماری سال 2020 میلادی، 381 نفر بوده‌است.